# Léon Hennebicq
Léon Hennebicq, né le 3 décembre 1871 à Mons (Wallonie-Belgique) et mort le 5 mai 1940 à Saint-Gilles (Bruxelles), est un avocat, jurisconsulte, professeur, écrivain, poète et homme politique belge.

## Biographie

### Éducation et formation
Élevé par son père André Hennebicq, peintre et directeur de l'Académie des Beaux-Arts de Mons et sa mère Fanny Cambier, Léon Hennebicq fait ses premières études à l'Athénée royal d'Ixelles  où il se lie d'amitié avec Paul-Émile Janson et Henri Jaspar. Ensuite, il entre à l'Université de Bruxelles où il apprend le droit. Une fois devenu docteur en droit en 1892, pour compléter ses connaissances en économie et en sociologie, il continue ses études à l'Université de Berlin où il rencontre Emile Vinck, Karl Liebknecht, Rosa Luxemburg, Hjalmar Schacht et se lie d'amitié avec Émile Sigogne, professeur d'art oratoire du prince Albert de Belgique avec qui il restera en contact jusqu'à sa mort.

### Fondation de l'Université Nouvelle de Bruxelles
En 1894, il prend part à la fondation de l'Université Nouvelle de Bruxelles (UNB) à la suite de l'interdiction au géographe anarchiste Élisée Reclus d'enseigner en raison de la diffusion dans l'Université de sa brochure Pourquoi sommes-nous anarchistes ? Fondée pour proposer une alternative à l'Université libre de Bruxelles (ULB), l'UNB accueille en son sein des enseignants connus comme Émile Vandervelde ou encore Paul Janson. Hennebicq se voit attribué la chaire de philosophie du Droit puis celle ensuite de Droit industriel. Il y donne différents cours, notamment sur la Morale et l'Éthique, sur l'Histoire de l'Idée de Justice, sur l'Histoire de l'Économie sociale, sur les Civilisations juridiques de l'Abyssinie et sur les Ruines du Monde grec. Au même moment il est le secrétaire général de l'Extension universitaire de Belgique ainsi que de l’Institut des Hautes Études de Belgique qu’il a contribué à fonder.

### Engagement en faveur du Congo Belge
Dès 1895, Hennebicq prend position en faveur du Congo Belge. Dans ses multiples conférences et articles dans Le Matin et dans la Revue économique internationale dont il est le directeur de 1904 à 1911, il défends la politique expansionniste de la Belgique car ayant pris conscience que celle-ci devait s'étendre sur les mers et à l'étranger pour ne pas rester une puissance secondaire face aux autres grandes puissances coloniales comme l'Angleterre et la France. Devenu président de la Ligue Maritime Belge et de l'Institut Internationale de Commerce, il défends de façon continue l'expansion économique de la Belgique par les voies marines au sein des marchés mondiaux. Comme il l'explique dans son livre Genèse de l'impérialisme anglais : 
« La mer c'est la route : la route c'est l'échange ; l'échange c'est la richesse ; la richesse c'est l'influence partout répandue, la puissance et le rayonnement de l'État ».
Sur un terrain similaire, dans le cadre de l'exercice de sa profession d'avocat, il s'est attaché au droit maritime et est intervenu en 1906 lors du naufrage du navire école Comte de Smet de Naeyer.

### Affaire Dreyfus et antisémitisme
En 1896, il entre au Barreau de Bruxelles et devient le stagiaire du juriste Edmond Picard qu'il avait rencontré à l'ULB et dont il est devenu l'ami et le confident. Picard alors engagé du côté des socialistes emmène Hennebicq à de nombreuses réunions du Parti ouvrier belge (POB) dont il devient membre. Au moment de l'Affaire Dreyfus, Hennebicq est, avec Picard et Jules Destrée, l'un des   « trois mousquetaires qui professent en Belgique un antisémitisme virulent ». De même que son mentor, il refuse de signer le manifeste de soutiens à Émile Zola et s'attaque dans de nombreux articles parus dans le Journal de Charleroi et dans Le Peuple (organe du POB) au « capitalisme sémite » et aux « banquiers juifs de l'Internationale de l'Argent ». Reproduits et commentés en France dans La Libre Parole par Édouard Drumont, ses violents articles sont distribués sous formes de tracts par la Ligue antisémite. Hennebicq figure aussi dans l'anthologie Les Juifs et nos contemporains écrite François Bournand, journaliste antisémite de La Libre Parole, préfacée par Edmond Picard,. Hennebicq entretient alors de nombreuses relations en France et notamment avec Maurice Barrès. Dans une lettre adressée à celui-ci, il écrit : 
« La question que je discute est au dessus des haines. Elle est philosophique. Dans l'affaire Dreyfus, Dreyfus n'est plus rien. Cette affaire envahit toutes les questions sociales : discrédit de la législature, discrédit de l'armée discrédit de la justice »
Dans la même lettre, il met en évidence l'existence des races humaines et ainsi une des raisons principale de son antidreyfusisme : 
« Des idées fraîches, passionnées, montent irrésistiblement. De toutes les forces de ma jeunesse à moi, de toute mon âme je suis avec elles. Elles sortent du peuples. Et que disent-elles ? Elle nous montre dans les sciences morales, l'histoire, l'hérédité et le conflit des races. Il est désormais puéril, sauf pour les radicaux qui voient encore l'univers à travers les Droits de l'homme, de nier l'existence des races, leurs déchirements et leurs conflits (…) Toutes le grandes forces sociales, l'art, la religion, le droit, la morale dépendent de la tradition historique et géologique des sociétés (…) Une race qui est absorbée par une autre est gangrenée, asservie, déprimée. C'est parce que je prends conscience de cette lutte des races, qui est la source des transformations et de l'évolution des sociétés, que je suis avec les Edmond Picard, les Rochefort, les Drumont, les Barrès…».

### Voyages, autres activités
À partir de 1900, Edmond Picard cède à Hennebicq la fonction de rédacteur en chef du Journal des tribunaux et, à partir de 1923, des Pandectes belges. Après avoir refusé de briguer un mandat parlementaire, il accomplit des voyages en Grèce, à Constantinople, en Asie mineure, en Sicile, en Italie, en Espagne et au Maroc. En 1901, il embarque pour la Palestine et en Égypte mais, en raison d'un cas de peste sur son bateau, celui-ci est mis en quarantaine à Marseille (cet évènement sera la base pour l'écriture la même année du Journal d'un pestiférée). En plus de mener une campagne pour la reprise du Congo Belge, il se prononce pour l'entente économique hollando-belge dans plusieurs articles et souhaite le développement de la marine marchande belge. À la même époque, il prend part à la fondation de la Libre Académie de Belgique (renommée Académie Picard). 

### Un acteur de la Défense nationale belge
Dans la période précédant la Première Guerre mondiale, se développe rapidement une flambée de nationalisme belge. Selon l'historien Michel Dumoulin, Léon Hennebicq est « la personne qui incarne le mieux ce moment ». Son militarisme et son nationalisme  le font se faire désigner, en 1913, par ses collègues de l'Assemblée Wallonne, bien que non parlementaire, président de la Commission de Défense nationale. Dans ses rapports, il met en avant la faiblesse de l'armée belge, son sous-armement et son manque d'effectifs. Croyant la guerre proche, il souhaite améliorer le système de défense territoriale grâce à de nombreuses propositions reprises plus tard : installation d’une deuxième division de couverture entre la Meuse et Bastogne, création d’un casernement constitué de détachements cyclistes, de cavalerie, de mitrailleuses et de batteries légères, recrutement régional, etc. En pleine guerre, il crée son journal de guerre intitulé La guerre, notre mère et s'engage comme volontaire. Il devient  capitaine-commandant et dirige les services maritimes et fluviaux de l’armée de campagne. 

### Vie privée
Il épouse, en 1907, Elmyre Dufourny, fille de son ami Alexandre Dufourny, directeur général des ponts et chaussées ; de cette union sont nés un fils en 1913 et une fille en 1921.

## Publications
- Le Possédé, conte judiciaire, Vve F. Larcier, Bruxelles, 1893
- Poèmes d'hier et d'aujourd'hui, Vve F. Larcier ;  P. Lacomblez, Bruxelles, 1897
- Le Journal d'un pestiféré, Éditions du "Journal des tribunaux", Bruxelles, 1901
- L'Orient grec, Grèce et Sicile, Éditions de l'Humanité nouvelle, Paris, 1901
- L'Expansion économique et la patrie belge, conférence donnée à [Bruxelles]… le 28 février 1903, impr. A. Lesigne, Bruxelles, 1903
- La Défense de l'Occident [discours prononcé à l'Université de Bruxelles, en octobre 1904, impr. Larcier, Bruxelles, 1904
- Principes de droit maritime comparé, Vve F. Larcier, Bruxelles, 1904
- Petite et grande Belgique ( Entretiens sur la Belgique contemporaine), F. Larcier, Bruxelles, 1904
- La Campagne anglaise et le dernier effort de M. Morel, Impr. des Travaux publics, Bruxelles, 1905
- Le Roi Léopold II : Conférence donnée au Kursaal d'Ostende le 9 août 1905, F. Larcier, Bruxelles, 1905
- Rubens, génie occidental, Bruxelles, 1906
- Les Droits individuels des actionnaires contre les administrateurs de sociétés, Vve F. Larcier, Bruxelles, 1909
- "Pro juventute", seize années de harangues (de 1895 à 1911), Vve F. Larcier, Bruxelles, 1912
- L'Impérialisme occidental : Genèse de l'impérialisme anglais, F. Larcier, Bruxelles ; F. Alcan, Paris, 1913
- L'Idée du juste dans l'Orient grec avant Socrate, Vve F. Larcier, Bruxelles, 1914
- Le Dialogue sur l'Escaut, F. Larcier, Bruxelles, 1928

- La Nuit des Rois, F. Larcier, Bruxelles, 1929
- Une soirée chez Liebknecht, F. Larcier, Bruxelles, 1935
- La vie d'André Hennebicq, peintre, Bruxelles, 1937.

## Sources
- Biographie nationale, tome 30, Académie royale des Sciences, des Lettres et des Beaux-Arts de Belgique, 1958, p. 451-458
- Biographie Coloniale Belge, tome III, Institut royal colonial Belge, Bruxelles, 1952, p. 429